# Scott Borland
Scott Borland (Richmond, 14 febbraio 1979) è un musicista statunitense, di genere heavy metal, fratello del chitarrista Wes Borland.

## Biografia
Insieme al fratello suonava nei Limp Bizkit come tastierista. Anche se lo aveva sostituito l'ex House of Pain DJ Lethal, lavorò alle sessioni del gruppo per i primi tre album e aiutò anche Lethal al DJ set.
Nel 1998 Scott suonò la tastiera e alcuni giri di basso per Hard to Swallow, album di Vanilla Ice prodotto da Ross Robinson.
Nel 2000 Wes Borland pubblicò il primo album dei Big Dumb Face. Suo fratello suonò chitarra e basso in alcune canzoni, e vi inserì anche proprie parti vocali. Inoltre fu il secondo chitarrista del gruppo durante i primi tour. Insieme suonarono anche nei Goatslayer.
Un anno dopo i due fondarono gli Eat The Day, con gli ex Big Dumb Face Kyle Weeks e Greg Isabelle. Weeks se ne andò dopo che sua moglie stava partorendo, così Scott passò alle tastiere. Il gruppo suonava perlopiù canzoni a metà tra progressive metal e musica elettronica. I due fratelli suonavano entrambi chitarra, basso e tastiere. Tentarono più volte di assumere un vocalist, ma si sciolsero dopo aver cercato di reclutare invano Richard Patrick dei Filter e il produttore Bob Ezrin.
Attualmente Scott Borland lavora alla TigerLily con Kyle Weeks, e compone musica per film e spot pubblicitari.

## Collaborazioni
Limp Bizkit
- Three Dollar Bill, Yall$ (tracce 1,2 e 6)
- Significant Other (tracce 2, 3, 5, 6, 9 e 14)
- Chocolate Starfish and the Hot Dog Flavored Water (tracce 2, 4, 5, 6, 8, 11, 12 e 13)